# Jacopo de’ Barbari
Jacopo de' Barbari (Iacopo de' Barbari vagy de Barbari, de Barberi, Barbaro, Barberino, Barbarigo, Barberigo) (Velence, 1460 – Mechelen, 1516) olasz festő és rézmetsző.
Már nem egész fiatalon a Velencei Köztársaságból Németországba költözött, s így az olasz reneszánsz első művésze lett Észak-Európában. Kevés fennmaradt festménye (kb. tizenkettő) az első ismert példái az antik trompe-l’oeil újjászületésének. Jelentős művészi hatással volt a várostérképészetre huszonkilenc rézkarca és három nagy fametszete, köztük az egyik remekműve, a híres Velence-térkép.

## Életrajz

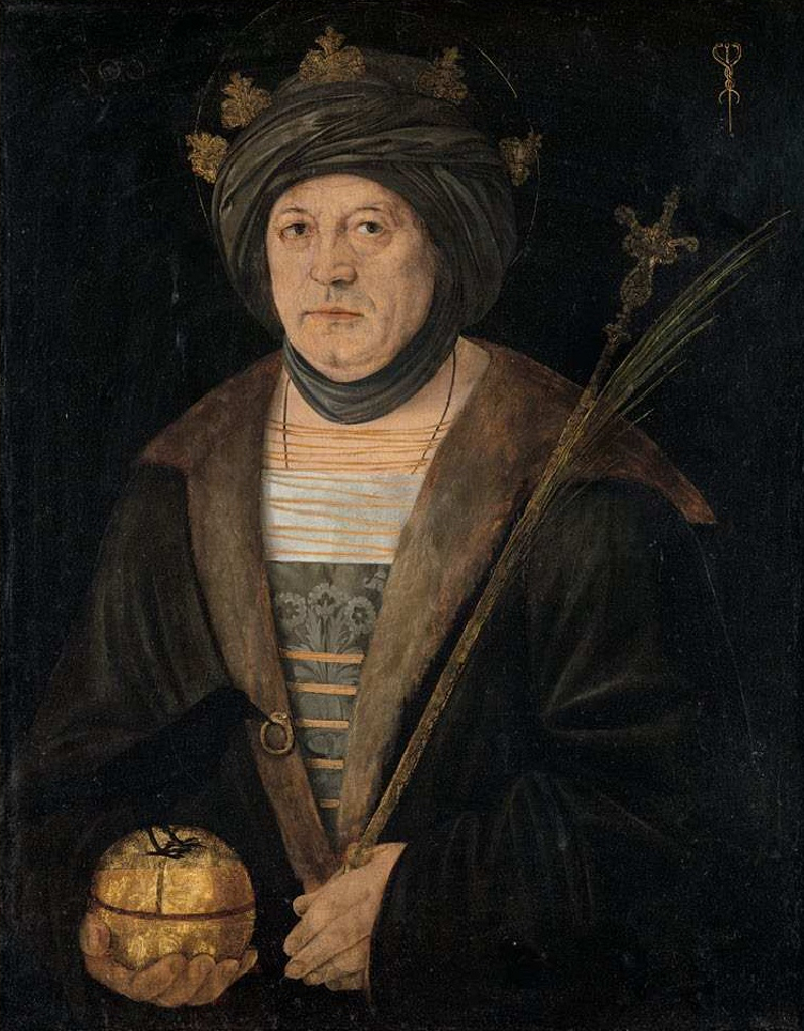
Northumbriai Szent Oszvald képe, amelyet tévedésből jó ideig Szilágyi Erzsébet arcmásának tartottak (SNM Betliar museum, Krasznahorka vára)

Születési helye, ideje bizonytalan, de kortársai velenceiként tartották számon kortársai, köztük Albrecht Dürer, aki 1511-ben azt írta róla, hogy „van Venedig geporn” (velencei születésű), s hogy „öreg, fáradt”. Születési évét ebből 1445 és 1470 közé tehetjük. Voltak feltételezések, hogy német származású, de mára egyértelmű lett, hogy Velencében született olasz volt.
Legtöbb metszetét caduceusszal, Merkúr szimbólumával szignálta, csendéletei jobb felső sarkában pedig egy ráfestett cédulán, a következő szöveggel: „Jac.o de barbarj p 1504”. Nem valószínű, hogy a fontos Barbaro család tagja lett volna, bár a családfáját sosem vizsgálták meg ebből a szempontból.
Semmit sem tudni élete első évtizedeiről, bár Alvise Vivarinit már mestereként említette. 1500-ban Velencéből Németországba telepedett át, onnantól vannak bővebb információk az életéről. Egy évig I. Miksa német-római császárnak dolgozott Nürnbergben, majd 1503 és 1505 között Bölcs Frigyes udvarában Szászországban, több helyen is. Azután I. Joachim brandenburgi választófejedelem udvarában alkotott, 1506-tól 1508-ig. Német földön Jacopo Walch néven is ismerték, valószínűleg a Wälsch (idegen) kifejezés alapján, amelyet gyakran használtak az olaszokra.
Ezután valószínűleg visszatért Velencébe I. Fülöp kasztíliai király szolgálatában, akinek később Hollandiában dolgozott. 1510 márciusától Fülöp utódjánál, Ausztriai Margit savoyai hercegnénél tevékenykedett, Brüsszelben és Malines-ben. 1511 januárjában megbetegedett, ezért végrendeletet is készített a hercegné javára, aki márciusban kegydíjat állapított meg számára, idős korára és gyengeségére (debilitation et vieillesse) tekintettel. 1516-ban meghalt, így a főhercegnő huszonhárom csodálatos vésett tálat örökölt tőle.

## Művei

### Velence látképe és más metszetei
Első dokumentált munkája, hatalmas (1,315 x 2,818 méteres, hat táblás), lenyűgöző fametszete a Velence látképe. 1500. október 30-án a Velencei Köztársaság a német Anton Kolb kiadónak adta koncesszióba ennek nyomtatását, három évnyi aprólékos körtefába metszése után. Ez a mű olyannyira pontos és részletes, hogy sok térképész munkájának alapjául szolgált. Elejétől fogva úgy ítélték meg, hogy igen jelentős mű, amely a kezdetektől nagy meglepetést okozott. Az utánnyomást kicsit frissítve, más művészek közreműködésével végezték, figyelembe véve a város új nagy épületeinek építését, illetve a meglévők módosításait. Az eredeti fametszetklisék a velencei Correr Múzeumban ma is megtekinthetők.
A Velence látképe mellett, ugyanazzal a technikával még két képe maradt fenn, az Egy férfi legyőz egy szatírt (három fatábla), majd a Férfiak küzdelme szatírokkal (két panel), amelyek a legimpozánsabb figuratív fametszetekként  évtizedekig a nagy olasz fametszetek mintái voltak. Ezek a művek is az 1500-as éveket megelőző időszak stílusán alapulnak, főként Andrea Mantegna munkáin.

### Találkozásai Dürerrel
Amikor a Velence látképét közzétették, De' Barbari már német földön volt, ahol találkozott Albrecht Dürerrel, akit talán már ismert annak első itáliai útja óta (nem egyértelmű utalás van rá Dürer egyik levelében). Tárgyaltak az emberi testarányokról, amelyek bizonyára nem kizárólag De' Barbari művészetének sajátosságai voltak, de Dürert nyilvánvalóan lenyűgözte az, amit a velencei művészről hallott, annak ellenére, hogy az volt a személyes benyomása, hogy a talján nem teljesen tárta fel előtte tudását, aminek alkalmasint birtokában volt:

„...Nem találkoztam senkivel, aki az emberi testarányok szabályairól írt volna, kivéve egy Jacob nevű, Velencében született, elbűvölő festőt. Mutatott nekem egy férfi- és egy női alakot, amiknek arányait matematikai kánonok alapján szerkesztette meg, így módomban állt a lényeget meglátni, bár ő nem akarta teljes mértékben felfedni előttem az elméletét.”

– Idézet Dürernek az emberi test arányairól szóló kiadatlan könyvéből
Húsz évvel később Dürer hiába próbálta Habsburg Margittól megszerezni az időközben elhunyt De' Barbari ebben a témában írt kéziratát, az írás eltűnt, s vélhetőleg végképp elveszett.

### Művei datálása
De' Barbari egy évig Nürnbergben Dürerrel közös fedél alatt élt 1500–1501-ben, de a két művész még sok-sok éven át hatással volt egymásra. Egyetlen metszetét sem dátumozta, így Dürer hasonló témájú datált metszeteiből lehet csak következtetni művei dátumára. Azt sem lehet tudni, hogy melyikük hatására készült később a másikuk munkája. Öt metszete egy albumban, Hartmann Schedel gyűjteményében volt, így keletkezési idejük 1504 decemberére utal. De' Barbari valószínűleg készített már néhány metszetet, mielőtt elhagyta Itáliát, de a legjobb ilyen technikával alkotott munkái azután készültek, hogy Németföldre költözött, az 1500-as évek legelején.
Néhány festménye keletkezési éve: 1500, 1503, 1504, 1508. Miksa császár szolgálatában töltött évei alatt keletkezett művei létrejötte idejére dokumentumok utalnak, de sokuknak máig bizonytalan a dátuma. Az egyetlen rajz általánosan elfogadott dátuma jó bizonyossággal, a British Museumban őrzött Kleopátra-tanulmány, de úgy tűnik, a róla készült nagyobb metszet nem maradt fenn.

### Metszetei
Stílusa kapcsolódik mesterei, Alvise Vivarini, valamint Giovanni Bellini művészetéhez, de minden bizonnyal egyéni, sajátos jelentőségű. Első művein Andrea Mantegna technikája jelenik meg, amik valószínűleg a századfordulón, párhuzamos árnyalással készültek. Sok metszete kis méretű, néhány alakos. Sok nyomaton garázda szatírok, gyakran mitológiai karakterek jelennek meg, beleértve a két Priaposz áldozatát.
Első nyomtatványain „kis fejek a formátlan testeken, csapott vállú robusztus törzsek alatt karcsú lábak”, a festményein egy átmeneti időszakban keletkezettekhez hasonlatosak. Egy időben sok aktot vésett, amelyek közül a leghíresebb az Apollo és Diana, meg a  Szent Sebestyén. Ezen munkák során a kompozíció szerkezete jelentősen javult.
Későbbi művei stílusa folyamatosan fejlődik, egyre olaszosabb, s a kompozíció bonyolultabb lesz. Ezek atmoszférája titokzatos, megbabonázó, technikájuk nagyon kifinomult. J. A. Levenson szerint ezek a művek abba az időszakba nyúlnak vissza, amikor Hollandiában dolgozott és nagy hatást gyakorolt a fiatal Lucas van Leydenre is.

### Festményei
Karvaly című csendélete (National Gallery, London), valószínűleg egy nagyobb méretű kép részeként készült.
A fiatalkori Csendélet fogollyal, vaskesztyűvel, számszeríjnyíllal (1504) című festményét gyakran nevezik az első trompe-l’oeil-képnek annak ellenére, hogy egy másik velencei, Vittore Carpaccio Két velencei hölgy (1490) című festménye hátulján látható egy trompe-l’oeil betűrács.
Híres, de ellentmondásos képe, a Luca Pacioli és tanulója (1495) – utóbbi minden bizonnyal Guidobaldo da Montefeltro, Urbino hercege – a Capodimonte Múzeumban, Nápolyban látható. A híres ferences rendi matematikus, a perspektíva szakértője egy asztalon magyarázza Euklidész egyik geometriai tételét, mellette kinyitva a Summa de arithmetica, geometria, proportioni, proportionalitas című könyve fekszik. A diák elegánsan öltözött megfigyelő. A munka szignója: IACO. BÁR VIGEN/NIS 1495.
A Szent Család Szent Jánossal című művének a Louvre,  Az öregember és fiatal szeretője című festményének Philadelphia ad otthont.

## Galéria
- Velence látképe (részlet, Museo Correr, Velence)
- Csendélet fogollyal, vaskesztyűvel, számszeríjnyíllal (1504, olaj, fa, Alte Pinakothek, München)
- Jacopo de' Barbari: Mars és Venus (Minneapolis Institute of Art, Minneapolis)
- Luca Pacioli és tanulója (1495,Capodimonte-palota, Nápoly)
Az előtte lévő asztalon geometriai eszközök: tábla, kréta, iránytű, dodekaéder-modell. Egy vízzel félig megtöltött rombikuboktaéder lóg a mennyezetről, amelyen az urbinói dózsepalota képe tükröződik. Pacioli egy euklideszi tételt mutat be előkelő famulusának.

## Fordítás
- Ez a szócikk részben vagy egészben  a   Jacopo de' Barbari című olasz Wikipédia-szócikk ezen változatának fordításán alapul.  Az eredeti cikk szerkesztőit annak laptörténete sorolja fel. Ez a jelzés csupán a megfogalmazás eredetét és a szerzői jogokat jelzi, nem szolgál a cikkben szereplő információk forrásmegjelöléseként.